# Crepidula norrisiarum
Crepidula norrisiarum är en snäckart som beskrevs av Williamson 1905. Crepidula norrisiarum ingår i släktet Crepidula och familjen toffelsnäckor. Inga underarter finns listade i Catalogue of Life.